# Carduus nutans subsp. platypus
Carduus nutans subsp. platypus es una subespecie de cardo de la familia Asteraceae.  

## Distribución
Es originaria del sur de la península ibérica y norte de África.

## Taxonomía
Carduus nutans subsp. platypus fue descrita por (Lange) Greuter y publicado en Index Seminum Hort. Haun. 26. 1857.
Sinonimia
- Carduus aggregatus Schleich.
- Carduus appeninus Jan ex DC.
- Carduus hamulosus Ten.
- Carduus kondratjukii Gorl.
- Carduus latisquamus Freyn & Conrath ex Freyn
- Carduus lucidus Wall.
- Carduus nigrescens subsp. hamulosus (Ehrh.) Arènes
- Carduus nutans Boiss. ex Nyman
- Carduus nutans subsp. attenuatus (Klokov) Tzvelev
- Carduus nutans var. simplex Coss. & Germ.
- Carduus platypus Lange
- Carduus platypus var. platypus
- Carduus polyanthemus Schreb.
- Cnicus lucidus Wall. ex DC.[3]